# Сторожевой (Малая Курильская гряда)

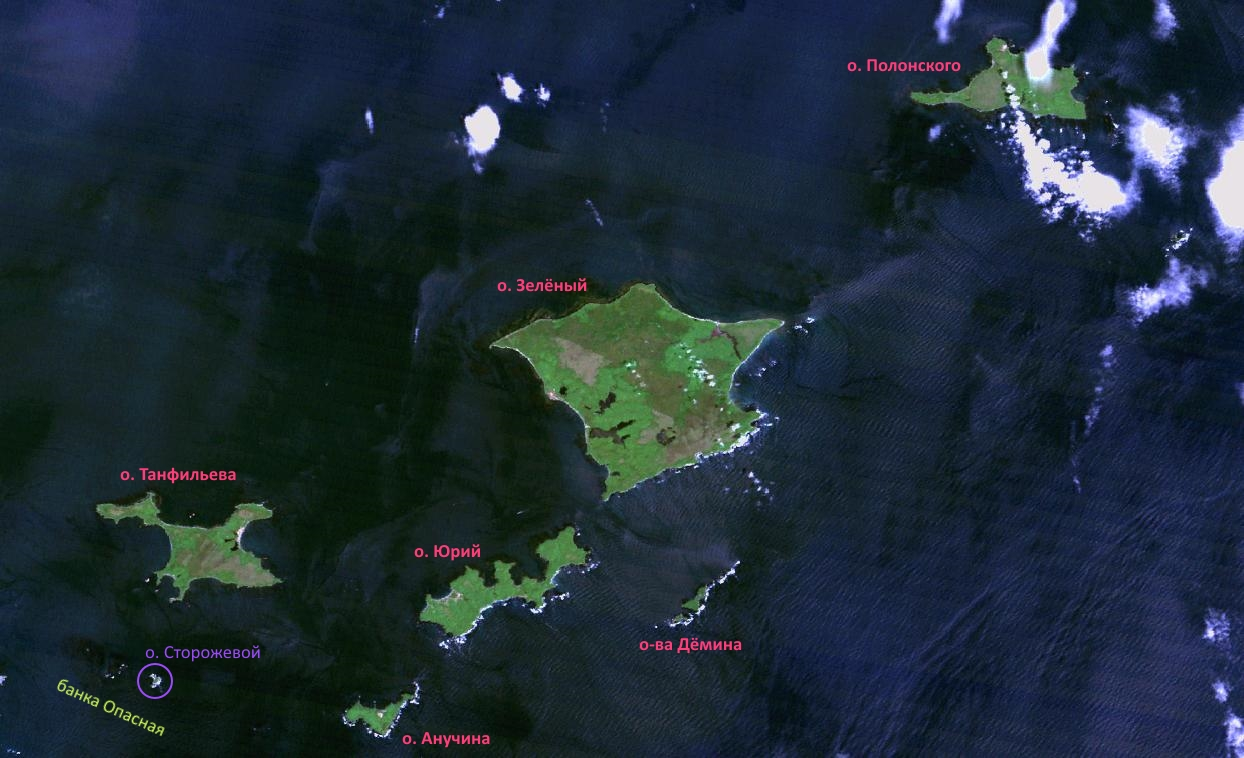
Остров Сторожевой на спутниковом снимке западной части Малой Курильской гряды

Сторожево́й (яп. 萌茂尻島 моэмосири-сима) — остров в Советском проливе Тихого океана в составе Малой Курильской гряды. Согласно федеративному устройству России входит в Сахалинскую область в составе Южно-Курильского района в рамках административно-территориального устройства области и в составе Южно-Курильского городского округа в рамках муниципального устройства в области. Принадлежность острова оспаривается Японией, которая включает его в состав своей субпрефектуры Немуро префектуры Хоккайдо. С точки зрения Японии входит в группу островов Хабомаи, которые считаются продолжением береговой линии японского острова Хоккайдо и не рассматриваются как часть Курильских островов.

## География
Расположен в 4 км к юго-западу от острова Танфильева в акватории Советского пролива, на юго-восточной оконечности банки Опасной и является наибольшим из островков и осыхающих скал, расположенных на этой банке (ближайший из соседних островков — расположенный на той же банке остров Рифовый в 1,3 км северо-западнее). Высота 11,8 м. Остров плоский, с крутыми берегами. Покрыт травой. Японское название острова Моэмосири в свою очередь восходит к айнскому мои-мо-сири («остров тихих волн»). В японской историографии в различные эпохи бытовали и другие названия: Моромошир (Мацумай), Мойосири (Эдзо), Монтмосири, Мои Кодзима (научные журналы). Имеет треугольную форму со сторонами 500, 600 и 300 м. Море вокруг острова мелководно (2—8 м), богато биоресурсами (треска, ламинария).

## История
До 1855 года вместе с прочими островами Малой Курильской гряды находился в неопределённом статусе. После заключения Симодского договора подпал под японскую юрисдикцию.
С 5 ноября 1897 года остров со всеми своими промысловыми угодьями считался частью села Хабомаи в составе уезда (гуна) Ханасаки (который охватывал всю Малую Курильскую гряду и часть полуострова Немуро на острове Хоккайдо), который входил в губернаторство Хоккайдо, провинцию Немуро.
На пике японского правления (в 1930-х годах) делались попытки заселения острова рыбаками: так 3 мая 1933 года имеется запись о двух погибших под снежным заносом.
В 1945 году остров был включён в состав СССР по итогам Второй Мировой войны вместе с рядом других японских территорий.
2 февраля 1946 года включён в состав Южно-Сахалинской области.
2 января 1947 года включён в состав Сахалинской области РСФСР.
В 2004 году Россия как государство-правопреемник СССР, в соответствии с заявлением своего министра иностранных дел С. В. Лаврова, признала существование Советско-японской декларации 1956 года, включавшей пункт о готовности передать Японии остров Шикотан и группу Хабомаи, и подтвердила готовность вести на её основе территориальные переговоры с Японией.
3 сентября 2022 года Россия отменила упрощённый режим посещения островов Малой Курильской гряды для граждан Японии.